# Carta abierta a las mujeres del mundo
La Carta abierta a las mujeres del mundo (del inglés Open Letter to the women of the world from the women) es un documento de la comisión ONU Mujeres (CSW-ONU). Fue leída por Eleanor Roosevelt en la 29 sesión plenaria de la Asamblea General de Naciones Unidas, celebrada en la ciudad de Londres el en 1946, dirigida a "las mujeres del mundo".
Al tomar la palabra, Roosevelt, entonces presidenta de la Comisión de Derechos Humanos de las Naciones Unidas, informó que representantes y delegadas de la comisión de Naciones Unidas redactaron una declaración dirigida a las mujeres de sus respectivos países y pide a los representantes reunidos en la sesión que, cuando regresen a sus países, colaboren en la difusión de esta declaración dado que todas las mujeres deben tener la oportunidad de conocerla. Al terminar la lectura, Roosevelt recordó a la Asamblea que "tienen la responsabilidad de infundir a nuestros pueblos el convencimiento de que las Naciones Unidas pueden ser un instrumento para conseguir la paz, si le dedicamos la misma energía que desplegamos para ganar la guerra", señalando que "las mujeres reclaman cosas que los hombres olvidan".
La comisión sobre Estatuto de la Mujer, ONU Mujeres, se reúne anualmente en marzo para debatir la desigualdad y discriminación que las mujeres siguen enfrentando y, según esta comisión, se necesitarán aproximadamente tres siglos para alcanzar la igualdad de las mujeres, ya que cerca de 383 millones de ellas viven en la pobreza extrema.

## Antecedentes
Cuando se creó las Naciones Unidas en 1945, las mujeres estaban ya profundamente involucradas en la esfera pública, tanto en organizaciones no gubernamentales como en las delegaciones oficiales. El sufragio femenino ya era legal en 31 países, mientras que numerosas mujeres en Europa y Estados Unidos formaban también parte del movimiento sindical.
La comisión ONU Mujeres comenzó a funcionar en 1946, poco después de la reunión inaugural de la Asamblea General de la ONU.

## La carta
La "carta abierta a las mujeres del mundo" fue leída por la ex primera-dama de los Estados Unidos de América, Eleanor Roosevelt, leído en el pleno de la sección 29 de la Asamblea General de Naciones Unidas que tuvo lugar en la ciudad inglesa de Londres el 12 de febrero de 1946.

An Open Letter to the women of the world from the women delegates ans advisers at the first Assembly of the United Nations:
This first Assembly of the United Nations marks the second attempt of the peoples of the world to live peacefully in a democratic world community. This new chance for peace was won through the joint efforts of men and women working for common ideals of human freedom at a time when the need for united effort broke down barriers of race creed and sex. In view of the variety of tasks which women performed so notably and valiantly during the war, we are gratified that seventeen women representatives and advisers, representatives of eleven Member States, are taking part at the beginning of this new phase of international effort. We hope their participation in the work of the United Nations Organization may grow and may increase in insight and in skill. To this end we call on the Governments of the world to encourage women everywhere to take a more active part in national and international affairs, and on women who are conscious of their opportunities to come forward and share in the work of peace and reconstruction as they did in war and resistance. We recognize that women in various parts of the world are at different stages of participation in the life of their community, that some of them are prevented by law from assuming full rights of citizenship, and that they therefore may their immediate problems somewhat differently. Finding ourselves in agreement on these points, we wish as a group to advise the women of all our countries of our strong belief that an important opportunity and responsibility confront the women of the United Nations: first, to recognize the progress women have made during the war and to participate actively in the effort to improve the standards in their own countries and in the pressing work of reconstruction, so that there will be qualified women ready to accept responsibility when new opportunities arise; second, to train their children, boys and girls alike, to understand world problems and the need for international co-operation, as well as the problems of their own countries; third, not to permit themselves to be misled by anti-democratic movements now or in the future; fourth, to recognize that the goal of full participation in the life and responsibilities of their countries and of the world community is a common objective toward which the women of the world should assist one another.
Carta abierta dirigida a las mujeres del mundo, por las mujeres que han participado como representantes o asesoras en la primera Asamblea de las Naciones Unidas:
Esta primera Asamblea de las Naciones Unidas es el segundo intento que hacen los pueblos del mundo de vivir en paz en una comunidad democrática mundial. Esta nueva oportunidad de paz se consiguió gracias a los esfuerzos conjuntos de hombres y mujeres realizados en pro del ideal común de libertad humana en un momento en que la necesidad de un esfuerzo mancomunado rompió las barreras de raza, credo y sexo. Teniendo en cuenta la variedad de tareas que las mujeres realizaron tan notablemente y valientemente durante la guerra, nos complace que diecisiete representantes y asesoras que representantes once Estados miembros, participen al inicio de esta nueva fase de esfuerzo internacional. Confiamos que su participación en los trabajos de la Organización de las Naciones Unidas aumentará en importancia y se caracterizará por una mayor comprensión y penetración. Con cuyo objeto, pedimos en los gobiernos del mundo que alienten las mujeres de todo el mundo a participar más activamente en los asuntos nacionales e internacionales y que las mujeres sean conscientes de sus oportunidades que brinda el momento actual de participar y trabajar en la paz y la reconstrucción, del mismo modo que lo hizo en la guerra y la resistencia. Reconocemos que las mujeres de varias partes del mundo se encuentran en diferentes etapas de participación en la vida social y política de su comunidad, y que hay países en que la ley impide que las mujeres asuman todos los derechos de la ciudadanía y que, por lo tanto, sus problemas inmediatos sean diferentes. Encontrándonos de acuerdo en estos puntos, nuestro grupo desea exponer a las mujeres de todos nuestros países nuestra firme convicción que a las mujeres de las Naciones Unidas se les presenta una importante oportunidad y se les ofrece una gran responsabilidad: primero, reconocer el progreso que han hecho las mujeres durante la guerra participando activamente en el esfuerzo para mejorar el nivel de vida en sus propios países y en el trabajo urgente de la reconstrucción, de forma que hay mujeres capacitadas dispuestas a asumir responsabilidades cuando surjan nuevas oportunidades; segundo, formar a sus hijos e hijas para que entiendan los problemas mundiales y la necesidad de la cooperación internacional, así como los problemas de sus propios países; tercero, no dejarse engañar por movimientos antidemocráticos ni ahora ni en el futuro; cuarto, reconocer que su plena participación en la vida y las responsabilidades de sus países y de la comunidad mundial es un objetivo común, hacia el cual las mujeres del mundo tendrían que ayudarse mutuamente.

Tras la lectura de la carta, fue firmada públicamente por Roosevelt (Estados Unidos), Bodil Begtrup (Dinamarca), Minerva Bernardino (República Dominicana), Lorna McPhee (Nueva Zelanda)  Frieda Dalen (Noruega), Marie-Hélène Lefaucheaux (Francia); Hilda Verwey-Jonker (Países Bajos), C.I. Rolfe (Reino Unido), Evdokia Uralova (República Socialista Soviética de Bielorrusia) y otra decena de delegadas de la Asamblea General.
El Consejo Económico y Social (Ecosoc) de la ONU estableció un subcomité con seis países-miembros: China, Dinamarca, República Dominicana, Francia, India, Líbano y Polonia. Evaluarán cuestiones relacionadas con las mujeres y asesorarán a la Comisión de Derechos Humanos de la ONU. Este subcomité existirá hasta que las mujeres tengan igualdad con los hombres en todos los aspectos.